# Habsburg–Estei Mária Ludovika magyar királyné
Mária Ludovika Beatrix (olaszul: Maria Ludovica Beatrice d’Austria, németül: Maria Ludovika Beatrix von Österreich; Monza, Milánói Hercegség, 1787. december 14. – Verona, Lombard–Velencei Királyság, 1816. április 7.), a Habsburg–Lotaringiai-ház estei ágából származó osztrák főhercegnő, modenai hercegnő, I. Ferenc osztrák császár harmadik hitveseként Ausztria császárnéja, valamint magyar és cseh királyné 1808-tól 1816-ban bekövetkezett haláláig.
A főhercegnő volt Ferdinánd Károly osztrák főherceg és Modenai Mária Beatrix legkisebb gyermeke. 1808-ban kötött házasságot unokatestvérével, Ferenc osztrák császárral, aki egy évvel korábban, 1807-ben özvegyült meg másodjára is. Az új császárné nagy befolyással bírt férjére: ellenezte a békét Bonaparte Napóleonnal és szorgalmazta a mielőbbi újabb koalíciós háborút Franciaországgal szemben. A napóleoni háborúkat követően a bécsi kongresszus háziasszonya volt.
Házassága gyermektelen maradt betegsége és tuberkulózis által bekövetkezett korai halála miatt. Férjének utódai csak második, Szicíliai Mária Terézia császárnéval való házasságából származtak. Mária Ludovika halálát követően nem sokkal a császár negyedszerre is megnősült, Bajorországi Sarolta Auguszta Karolinát vette feleségül, akitől szintén nem születettek gyermekei.

## Élete

### Származása, testvérei
Mária Ludovika főhercegnőt születésekor eredetileg Maria Luigia névre keresztelték. Édesapja Ferdinánd Károly Antal osztrák főherceg (1754–1806) volt, I. (Lotaringiai) Ferenc német-római császár és Mária Terézia császárné fia, Lombardia főkormányzója, II. József császár öccse.
Édesanyja Estei Mária Beatrix modenai hercegnő (Principessa Maria Beatrice Ricciarda d’Este, duchessa di Modena, 1750–1829) volt, III. Herkules Regináld (Ercole III. Rinaldo d’Este) hercegnek, Modena és Reggio Hercegség trónörökösének, 1780-tól III. Herkules néven Modena utolsó Este-házi uralkodó hercegének és a Cybo–Malaspina családból származó Mária Terézia hercegnőnek (1725–1790), 1731 óta Massa és Carrara Hercegség uralkodó hercegnőjének egyetlen élő leánya, az Este-ház utolsó tagja, és a Este hercegi birtokok örököse.
A szülők 1771-ben kötött házasságukkal megalapították a Habsburg–Lotaringiai-ház Este–Modenai mellékágát Haus von Österreich-Este). 10 gyermekük született, címük szerint Habsburg-Estei főhercegek és főhercegnők), heten érték meg a felnőttkort:
- József Ferenc főherceg (*/† 1772), születésekor meghalt.
- Mária Terézia Johanna főhercegnő (1773-1832), aki I. Viktor Emánuel szárd–piemonti királyhoz ment feleségül.
- Jozefina főhercegnő (1775–1776), kisgyermekként meghalt.
- Mária Leopoldina főhercegnő (1776–1848), aki Károly Tivadar (Theodor) pfalzi és bajor választófejedelemhez, majd Ludwig von Arco grófhoz ment feleségül.
- Ferenc főherceg (1779–1846), 1814–1846-ig IV. Ferenc néven Modena uralkodó hercege , aki Savoyai Mária Beatrix szárd királyi hercegnőt vette feleségül.
- Ferdinánd Károly József főherceg (1781–1850), a napóleoni háborúkban a császári hadak főparancsnoka, 1830-tól Galícia főkormányzója
- Miksa József főherceg (1782–1863) tüzértábornok, erődítési szakértő, 1835–63-ig a Német Lovagrend Nagymestere.
- Mária Antónia főhercegnő (1784–1786), kisgyermekkorban meghalt.
- Károly Ambrus főherceg (1785–1809) magyar hercegprímás, 1808-tól esztergomi érsek.
- Mária Ludovika főhercegnő (1787–1816), osztrák császárné, magyar és cseh királyné.

Modenát 1796-ban francia forradalmi csapatok foglalták el, a család Triesztbe, majd Brünnbe menekült. Kárpótlásul az 1801-es lunéville-i békében Károly Ferdinánd főherceg megkapta Breisgau és Ortenau hercegségeket, de 1805-ben, a pozsonyi békében ezeket is elveszítette. A családnak el kellett hagynia a fényűző milánói és monzai lakóhelyét, vissza kellett költözniük Ausztriába. Bécsújhelyen laktak, szűkösebb körülmények között, majd rövid ideig a bécsi Belvedere kastélyban. A viszontagságok nyomán Mária Ludovika engesztelhetetlenül meggyűlölte Bonaparte Napóleont. 1803-ban a család a bécsi Minoriták terén (Minoritenplatz) álló Dietrichstein palotába költözött. A fiatal Mária Ludovika édesapja itt halt meg 1806-ban.

### Házassága
1808. január 6-án a 19 éves Mária Ludovika Bécsben feleségül ment unokabátyjához, a másodjára megözvegyült, 40 éves I. Ferenc császárhoz, II. Lipót császár fiához, akinek második felesége, Mária Terézia Karolina császárné, született nápoly–szicíliai Bourbon-hercegnő 1807. április 13-án hunyt el.
Az új császárné – akárcsak anyja, Mária Betrix hercegné – köztudottan ellensége volt a Napóleonnal való megbékélésnek, és tartani lehetett attól, hogy újabb háborúra fogja ösztökélni férjét. Alig két évvel az 1806-os harctéri vereségek és az Ausztriára nézve igen hátrányos békekötés után a császár új házassága komoly nyugtalanságot keltett. A békepárti politikusok és családtagok, különösen Károly főherceg a Franciaországhoz való közeledést pártolták, és ennek megfelelő házastársat kerestek volna az uralkodónak. A bécsi francia nagykövet is tiltakozott a menyasszony személye ellen. Mária Ludovika valóban elszántan törekedett arra, hogy a császárnak ne csak felesége, hanem tanácsadója is legyen. Csatlakozott a bécsi háborús párthoz, ezzel szembekerült a békét kedvelő férjével. A császárné igyekezett határozatlan férjét keményebb fellépésre bírni Napóleonnal szemben. Támaszkodhatott a bécsi háborúpárti politikusokra, köztük Stadion gróf külügyminiszterre és a hadsereg legtöbb vezetőjére, de éppen Károly főherceg, akinek a hadjáratot vezetnie kellett volna, ellenkezett.
1807 és 1816 között a Gonzaga Eleonóra királyné által alapított Csillagkeresztes Rend védnökasszonya volt, ami a katolikus, jótékonykodó nemes asszonyok kitüntetése és szervezete volt.

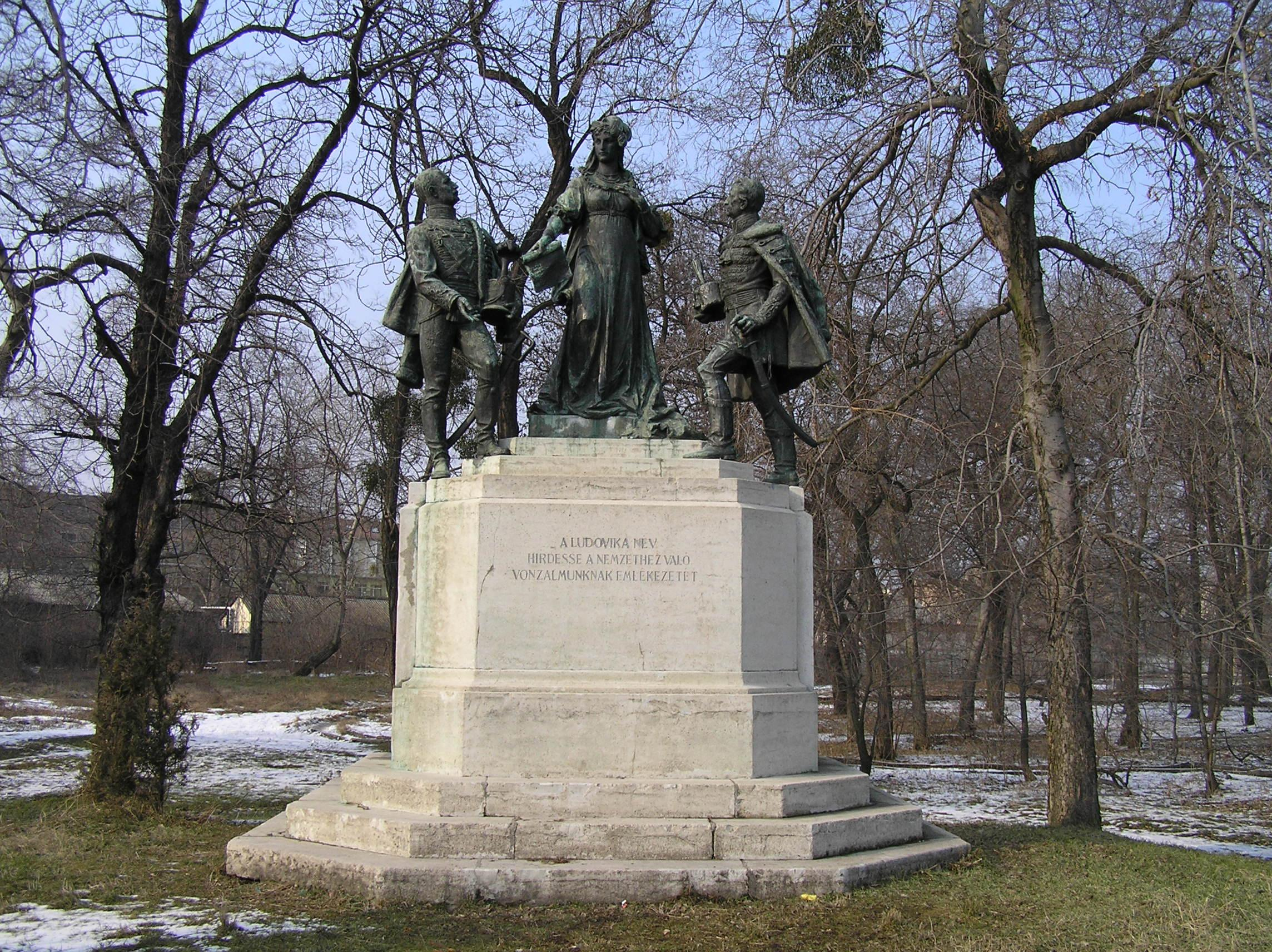
Mária Ludovika királyné szobra Pesten, a nevét viselő Magyar Királyi Honvéd Ludovika Akadémia kertjében.

### Magyarország királynéja
Mária Ludovikát 1808. szeptember 7-én Pozsonyban magyar királynévá koronázták, az ünnepélyes aktust saját bátyja, Károly Ambrus főherceg, királyi herceg, esztergomi érsek végezte. Szeptember 9-én az új királyné – elődjének, Mária Teréziának nyomába lépve – elérte, hogy a magyar rendek jelentős pénzügyi és katonai támogatást szavazzanak meg a nélkülöző Habsburg Monarchiának. Az 1808-as aranjuezi felkelés újabb érvet adott a császárné és a háborús párt kezébe. Bár sem a Rajnai Szövetség államait, sem a Porosz Királyságot nem sikerült szövetségesül megnyernie, Ausztriában Mária Ludovika sikeresen népszerűsítette a háborút, amikor a bécsi Stephansdom előtt felállított hadi lobogókat saját kezűleg készített szalagokkal díszítette fel. Metternich gróf, aki 1808 végén tért vissza párizsi állomáshelyéről, felháborodással fogadta a háborús uszítást, mivel jól látta, hogy a két császár között kialakuló hatalmi presztízsharc Ausztria számára túl sok kockázattal jár. A császár azonban a császárné befolyása alatt állt, aki elkerülhetetlennek vélte a háborút, és annak kirobbantását igyekezett minél előbbre hozni. Menedéket adott Klemens Maria Hofbauer katolikus papnak, akit francia követelésre űztek el Varsói Hercegségből, és megvédte őt a további üldöztetéstől.

### Az ötödik koalíciós háború
A franciaellenes háború ösztökélése mellett Mária Ludovika császárné igyekezett jogszerűen ítélni. 1809. április 16-án levelet írt sógorának, János főhercegnek, amelyben kifogásolta, hogy a főherceg támogatja Andreas Hofert és a tiroliak szabadságharcát a francia és vele szövetséges bajor uralom ellen, mondván, hogy Tirolt 1805-ben nemzetközi szerződés választotta le Ausztriáról, így a tiroliak a Bajor Királyság jogszerű alattvalói.
Az 1809-es háború során Ausztria újabb súlyos vereségeket szenvedett. Mária Ludovika elkísérte férjét a visszavonuló csapatokhoz. Amikor Napóleon elfoglalta Bécset, Mária Ludovika császárné, Ferenc gyermekeivel együtt Budára menekült, ott húzta ki a megszállás hónapjait. Évek óta krónikus tüdőbetegségben szenvedett. Dr. Thonhauser udvari orvos rendszeres jelentéseiben leírta, hogy a budai vár hideg falai között a császárné egészsége romlik, de nem pihen, hanem önfeláldozóan gondoskodik mostohagyermekeiről, aktívan politizál és kitartásra buzdítja a lakosságot. Amikor hírt kapott a schönbrunni békeszerződésről, ahol a feltételeket Napóleon diktálta, azonnal férjéhez akart utazni. Mivel egészségi állapota ezt nem tette lehetővé, a császár utazott hozzá Budára. Ludovika nem hitt a szerződésben, mélyen meg volt győződve arról, hogy Napóleon valójában meg akarja szüntetni Ausztria önálló állami létét.
Mária Ludovika bátyját, Miksa főherceget haditörvényszék elé akarták állítani Bécs feladásáért. A császárné megvádolt bátyjának oldalára állt, levélben kérte császári férjét, hogy személyesen járjon el és hozzon kedvező döntést Miksa ügyében.

### Háborúk békeidőben
A schönbrunni békekötés után Mária Ludovika az Orosz Birodalom felé fordult: Több házassági tervet kovácsolt, hogy Oroszországot Ausztria szövetségesévé tegye. Károly főherceg számára Sándor cár sógornőjét, Jelizaveta Alekszejevna orosz cárné nővérét, Amalie Christiane von Baden hercegnőt (1776–1823) szemelte ki. Mostohaleányát, Mária Ludovika főhercegnőt, Ferenc császár legidősebb leányát saját bátyjához, a bécsi emigrációban élő Ferenc modenai trónörököshöz akarta feleségül adni. Metternich külügyminiszter azonban sorra meghiúsította Mária Ludovika terveit. A császárné megdöbbenésére Mária Ludovika főhercegnőt a béke zálogául éppen a gyűlölt Napóleon császár kapta feleségül, ráadásul a per procurationem esküvőn a csalódott császárnénak, mint örömanyának kellett mostohaleányát az oltár elé vezetni, amit Mária Ludovika nagy önuralommal meg is tett.
1810 júniusában a legyengült császárné gyógykezelésre utazott Karlsbadba, egészsége valamelyest javult. Játszott August von Kotzebue egyik színházi bemutatóján, találkozott a 61 éves Goethével, aki verseket írt hozzá, és elismerően nyilatkozott a fiatal császárné intelligenciájáról. Mária Ludovika, aki eddig csak olasz és francia műveket olvasott (nem is beszélt tökéletesen németül), Goethe hatására foglalkozni kezdett a német nyelvű irodalommal is.
Bécsbe visszatérve nyílt ellentétbe került Metternich külügyminiszterrel, aki a politikában az óvatos kivárást kedvelte, és gyanakodva figyelte a császárné Napóleon-ellenes ténykedését. Metternich felnyittatta és átvizsgálta a császárné leveleit, szükség szerint átadta ezeket Ferenc császárnak. Erre magától a császártól kért és kapott felhatalmazást, mivel megfigyelték a császárné és bátyja, Ferenc modenai herceg között folyó levelezést. (A sértődött Ferenc herceg, miután meghiúsult a Mária Ludovika főhercegnővel eltervezett házassága, sértődötten elhagyta a bécsi udvart, Itáliába ment, ott kapcsolatokat kezdett kiépíteni Angliával és Oroszországgal, miközben Mária Ludovika szintén Oroszország felé keresett kapcsolatot).
A császárné levelezéséről szóló jelentésekből kitűnt, hogy Mária Ludovika bizalmas viszonyt ápolt a császár öccsével, József nádorral is, aki elégedetlen volt Metternich külpolitikájával. Mária Ludovika, akinek nem volt tudomása leveleinek megfigyeléséről, őszintén írt személyes érzelmeiről, a Habsburg-család belső dolgairól is. Metternich ezekről is beszámolt a császárnak, mert ettől saját hatalmának erősödését remélte.
1812 májusában Mária Ludovika a férjével együtt Drezdába utazott, ahol az Oroszország ellen induló Napóleon császár ünnepélyes fogadást adott az összegyűlt német fejedelmeknek. Több banketten és bálon az osztrák császárné helyét Napóleon mellett jelölték ki, beszélgetnie kellett gyűlölt ellenfelével. Napóleon meghívta az orosz hadjáratba Ferenc császárt is, Mária Ludovika csak könnyek között, szenvedélyes könyörgésekkel tudta férjét visszatartani. 1812 júliusában, amikor Napóleon elvonult hadaival kelet felé, Mária Ludovika Teplitzbe utazott gyógykezelésre és pihenésre. Itt visszanyerte egészségét és életkedvét, gyakran társalgott az idős Goethével. A költő neki írta „A fogadás” („Die Wette”) című dialógusát.
Napóleon oroszországi veresége után már Metternich is szorgalmazta a szövetséget Oroszországgal és Poroszországgal, de őt – Mária Ludovikával ellentétben – nem a bosszúvágy, hanem a Habsburg Birodalom biztonsága motiválta. A háborús készülődésnek, amit Mária Ludovika 1808 óta állandóan hangoztatott, mostanra meghozta gyümölcsét: a Károly főherceg által fejlesztett birodalmi haderő készen állt a döntő összecsapásra, és 1814-ben döntő szerephez juthatott a Francia Császárság megdöntésében.

### Utolsó évei
A bécsi kongresszuson Mária Ludovika volt a háziasszony, aki méltóságteljesen fogadta az európai vezető politikusokat. Erején felül teljesítette minden protokolláris és társasági kötelezettségét. Talleyrand úgy jellemezte, hogy köhögése és véznasága ellenére igazi franciás elszántság lakozik benne. A magas vendégek számára hatalmas összegekért felújították a Hofburg termeit. Az eseményt kihasználva Mária Ludovika rávette az egyébként igen takarékos császárt, hogy saját uralkodói lakosztályaikat is hozzák rendbe, és bútorozzák újra.
Napóleon bukásával Mária Ludvika elérte célját, gyűlölete elszállt. Saját családjának, az Estéknek visszajuttatták a franciák által elvett javakat. A császárné immár a régi rend helyreállításán dolgozott. Visszautasította a nép részvételi jogának elismerését a politikában, elvetette azt a tervet, hogy a Habsburg–Lotaringiai-ház ismét igényt támasszon a német-római császári címre. Férjét ilyen irányban befolyásolta. 1815-ben férjével Bajorországba, majd a franciáktól felszabadult, és a Habsburg Birodalom csatlósává tett Észak-Itáliába, a Lombard–Velencei Királyságba utazott. Velencében, Milánóban és számos más városban fogadta az alattvalók hódolatát, de a gümőkór elhatalmasodott rajta, legyengült, állapota gyorsan hanyatlott. Állandó kísérője, Dr. Thonhauser orvosi konzíliumot hívott össze, de nem tudtak rajta segíteni. A császárné–királyné 1816. április 7-én a veronai Canossa palotában elhunyt. Még 29 éves sem volt. Ferenc császár mindvégig mellette maradt. Harmadik házassága gyermektelen maradt, a fiatal Mária Ludovika betegsége és korai halála miatt.
Testét a Habsburg-család hagyományos temetkezőhelyén, a bécsi kapucinusok templomának kriptájába vitték. A harmadszor is megözvegyült Ferenc császár néhány hónap múlva, 1816. november 10-én Bécsben feleségül vette Sarolta Auguszta Karolina bajor királyi hercegnőt (1792–1873), I. Miksa király (1756–1825) leányát, akit Karolina Auguszta császárné néven koronáztak meg.

## Emléke
- Az 1808. évi országgyűlés kimondta a Magyar Királyi Honvéd Ludovika Akadémia, a (Ludoviceum) felállítását. Az intézménynek Mária Ludovika magyar királyné nevét adták, aki koronázási tiszteletdíjából 50 000 forintot ajánlott föl annak felépítésére. Az intézmény főépületét Pollack Mihály tervei alapján építették, 1836-ban készült el, Budapest VIII. kerületében, a Ludovika téren áll.
- A Ludovika Akadémia mögött, az Orczy-kertben 1929-ben szoborcsoportot állítottak az alapítás emlékére. A szoborcsoport Vass Viktor (1873–1955) alkotása, Mária Ludovika királynét, József nádort és Buttler János grófot örökíti meg. A második világháború után eltávolították, és csak a rendszerváltás után, 1992-ben állították helyre és avatták fel ismét.
- Róla nevezték el a Károlyvárostól Fiuméig 1820-ra megépített 167 kilométer hosszú Lujza utat (Lujza műút)[5]